# Vivienda eficiente
Una vivienda eficiente es aquella que aprovecha al máximo los recursos climáticos y energéticos del medio donde se encuentra, para alcanzar el confort de forma natural, para ello, reduce al máximo su demanda energética y sus emisiones de dióxido de carbono y prioriza las fuentes de energías renovables. Son cálidas en invierno y frescas en verano y optimizan la eficiencia de calefacción refrigeración e iluminación, reduciendo la dependencia de estos medios artificiales.

## Antecedentes
En la última década, el mercado de las viviendas eficientes, asimiladas de forma equivocada en la mayoría de las ocasiones a las llamadas viviendas sostenibles, ha crecido abundantemente. Se publicitan como aquellas que recurren a un conjunto de sistemas y materiales para lograr un aprovechamiento de los recursos naturales en el uso cotidiano y evitan la contaminación.
Podemos participar de algunas prácticas dadas por lo que se llamó arquitectura bioclimática que tienen como principal objetivo la calidad del ambiente interior y la reducción de los efectos negativos sobre el entorno, minimizando el proceso de metabolismo urbano y produciendo alteraciones asumibles por el medio donde se inserta.

## Características
Diseño, materiales, terminaciones y técnicas constructivas adecuadas al clima, para obtener las condiciones adecuadas de temperatura, humedad, movimiento y calidad del aire en el interior de las salas. Entornó planificado, respeto a la tradición y cultura de la edificación del lugar. Cálculo del impacto de asentamiento. Equipos de iluminación, refrigeración y calefacción eficientes.

### Ejemplos
Dentro de los diseños de viviendas bioclimáticas la Green Box es la llamada «vivienda más ecológica del mundo». Se trata de un proyecto realizado por el arquitecto español Luis de Garrido, y su característica más importante es, que consigue un ahorro energético del 97% en comparación con las viviendas tradicionales, recurriendo a dos tipos de energías naturales: la energía solar y la geotermia.
Existen otros ejemplos de eficiencia en la arquitectura, muchos de los cuales son proyectos producto de concursos originados con este fin. Así la «casa patio» donde el diseño térmico mantiene un promedio de 20 °C entre las 8:00 y 23:00 horas, y se consideran parámetros tales como la radiación solar, grados días, temperaturas, humedad relativa, nubosidad y viento predominantes. 